# Campiglossa siphonina
Campiglossa siphonina är en tvåvingeart som först beskrevs av Mario Bezzi 1918.  Campiglossa siphonina ingår i släktet Campiglossa och familjen borrflugor. Inga underarter finns listade.